# والتر پی۳۸
والتر په۳۸ (به آلمانی: Walther P38) نام یک تپانچه نیمه‌خودکار ۹ میلی‌متری است که اندکی پیش از آغاز جنگ دوم جهانی از سوی والتر برای استفاده در ارتش آلمان نازی طراحی‌شد. این تپانچه قرار بود جایگزین پارابلوم ۱۹۰۸ پرهزینه شود.
نمونه اولیه این اسلحه دارای چکش آتش پوشیده بود، ولی به درخواست ارتش آلمان از چکش نمایان در طراحی اصلی استفاده شد. این تپانچه جزو اولین تپانچه‌های لوله ثابت بود؛ یعنی بعد از شلیک و عقب رفتن بدنه تپانچه، لوله در جای خود ثابت می‌ماند و گلوله تعویض می‌شود.

## به‌کاربرندگان
- آرژانتین (قضایی)[۲]
- اتریش[۳]
- چاد: P1 variant.[۳]
- شیلی: ارتش شیلی.[۴]
- دولت مستقل کرواسی[۵]
- فنلاند: نیروهای حافظ صلح فنلاندی، P1 variant.[۶]
- ایران: در زمان رضاشاه ۳۰۰۰ قبضه جهت حفاظت و تشریفات تهیه شد.
- فرانسه: در میانه دهه ۱۹۵۰ تعویض گردید.[۱]
- آلمان: P1 variant.[۳]
  -  آلمان غربی[۴]
  -  آلمان شرقی[۷]
- پادشاهی مجارستان[۵]
- ایتالیا[۵]
- قزاقستان - at least up to 2007 were used as service pistol in private security companies[۸]
- اقلیم کردستان عراق P1 variant. ۸هزار قبضه تأمین شده توسط آلمان
- لبنان[۳]
- مقدونیه شمالی: P1 variant.[۳]
- موزامبیک[۳]
- آلمان نازی[۴]
- نروژ: نیروهای مسلح نروژ.[۹] Replaced by the P80 in 1985[۱۰]
- پاکستان[۳]
- پرتغال: ارتش پرتغال.[۴]
- آفریقای جنوبی: اسلحه سازمانی پلیس اس‌آ.[۱۱]
- سوئد: HP variant.[۱۲]